# Tela catramata

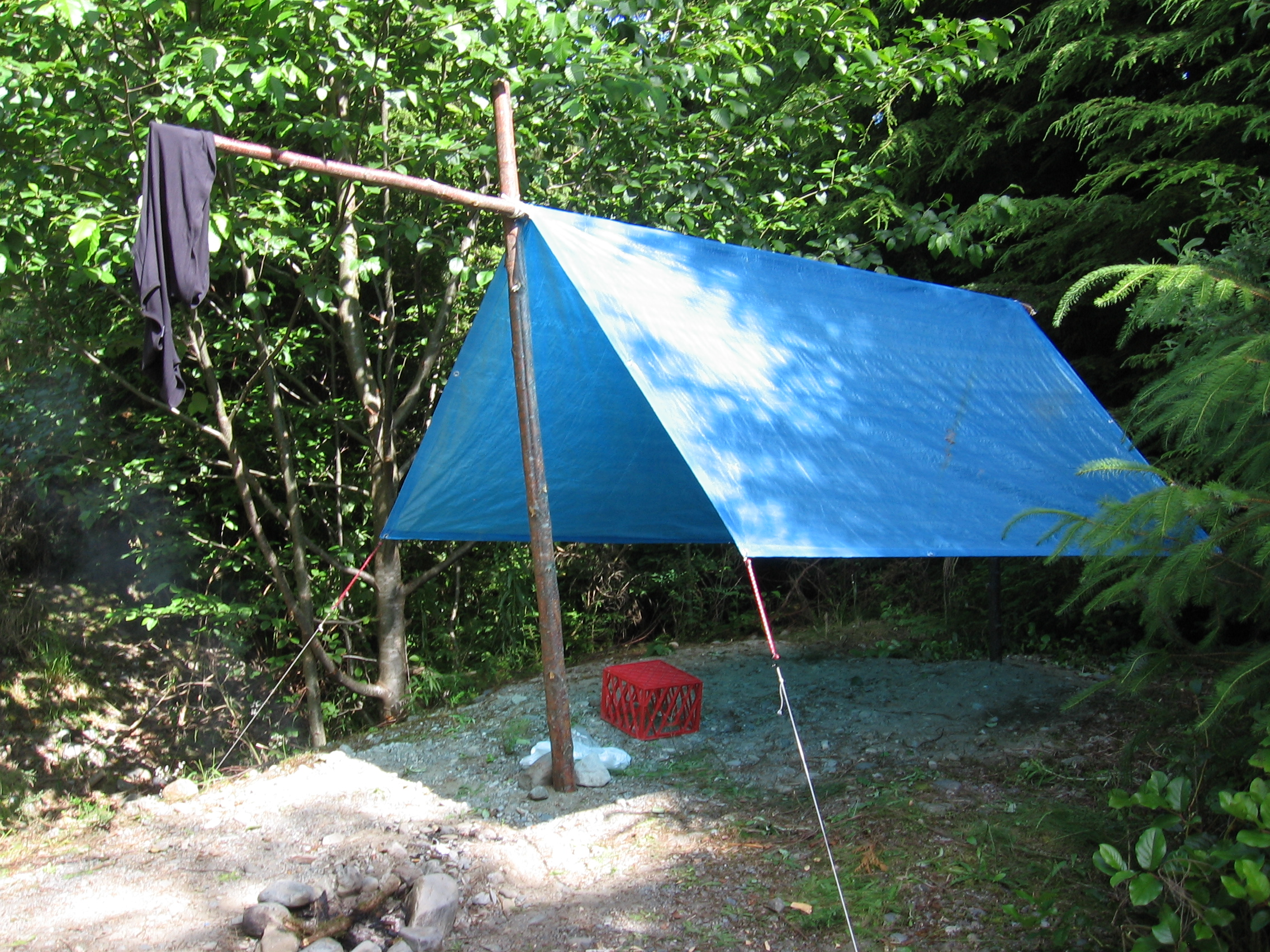
Tela catramata usata come tenda

La tela catramata o telone (o tarpaulin in inglese), è costituita da un telo di cotone egiziano a fibra lunga o altro tessuto resistente placcato di catrame bollente o altra sostanza impermeabilizzante. Queste tele sono impermeabili e hanno guadagnato enorme resistenza rispetto alle tele originali senza protezione. Originariamente aveva una tipica colorazione grigio-verdastra e una lunga durata in ambiente umido.

## Utilizzo
Molto usata per costruire le velature delle navi a vela (chiatte, brigantini, frese, navi, fregate, vassoi e altri) e per la protezione dei beni contro le intemperie. È stata utilizzata per quasi tre secoli nella navigazione marittima.